# Czarny pies
Czarny pies (ang. Black Dog) – film międzynarodowej koprodukcji z 1998 w reżyserii Kevina Hooksa.

## Opis fabuły
Jack Crews, były kierowca ciężarówki, po wyjściu z więzienia pracuje jako mechanik w firmie transportowej. Dostaje od szefa propozycję – otrzyma dziesięć tysięcy dolarów za jeden kurs z Atlanty do New Jersey. Odkrywa jednak, że przewozi ukrytą broń. Kiedy próbuje wycofać się z umowy, zleceniodawca porywa jego żonę i córkę. Jeśli Jack nie dotrze do celu na czas, obie zginą. Na drodze bohatera pojawia się coraz więcej przeszkód: FBI, policja i mafia.

## Obsada
- Patrick Swayze jako Jack Crews
- Randy Travis jako Earl
- Meat Loaf jako Red
- Gabriel Casseus jako Sonny
- Brian Vincent jako Wes
- Brenda Strong jako Melanie Crews
- Graham Beckel jako Cutler
- Stephen Tobolowsky jako agent ATF McClaren
- Lorraine Toussaint jako Avery
- Cyril O'Reilly jako Vince
- Erin Broderick jako Tracy Crews
- Rusty De Wees jako Junior
- Charles S. Dutton jako Allen Ford, agent FBI